# Eriopyga nigripalpis
Eriopyga nigripalpis är en fjärilsart som beskrevs av Walker. Eriopyga nigripalpis ingår i släktet Eriopyga och familjen nattflyn. Inga underarter finns listade i Catalogue of Life.